# HMS St. Kitts (D18)
Le HMS St. Kitts est un destroyer de classe Battle de la Royal Navy.
Il est nommé en l'honneur de la bataille de Saint-Christophe en 1782. Il est le seul navire de la Royal Navy à porter ce nom.

## Histoire
Lors de la commission, le St. Kitts rejoint la 5e flottille de destroyers (en) au sein de la Home Fleet. En 1948, il est déployé dans l'Arctique pour rejoindre le porte-avions Vengeance, ainsi que divers autres navires, y compris d'autres destroyers de classe Battle lors d’expériences dans cette région.
En 1953, le St. Kitts participe à la grande revue de la flotte à Spithead pour célébrer le couronnement de la reine Élisabeth II. Il se trouve au milieu des sister ships Camperdown et Barfleur. Il est ensuite placé dans la réserve.
En 1954, il rejoint la 3e flottille de destroyers (en) au sein de la Home Fleet. En 1955, le St. Kitts, avec la 3e flottille, se déploie en Méditerranée et participe à la crise de Suez. Au cours de l'opération Mousquetaire, l'invasion de l'Égypte, le St. Kitts exécute diverses tâches, notamment l'escorte du porte-avions Eagle et le bombardement naval de Port-Saïd. La même année, le St. Kitts et le reste de la Flottille quittent la Méditerranée pour rejoindre la Home Fleet.
En 1957, le St. Kitts est retiré du service puis démoli en 1962 à Sunderland.